# Avvistamento di Trindade

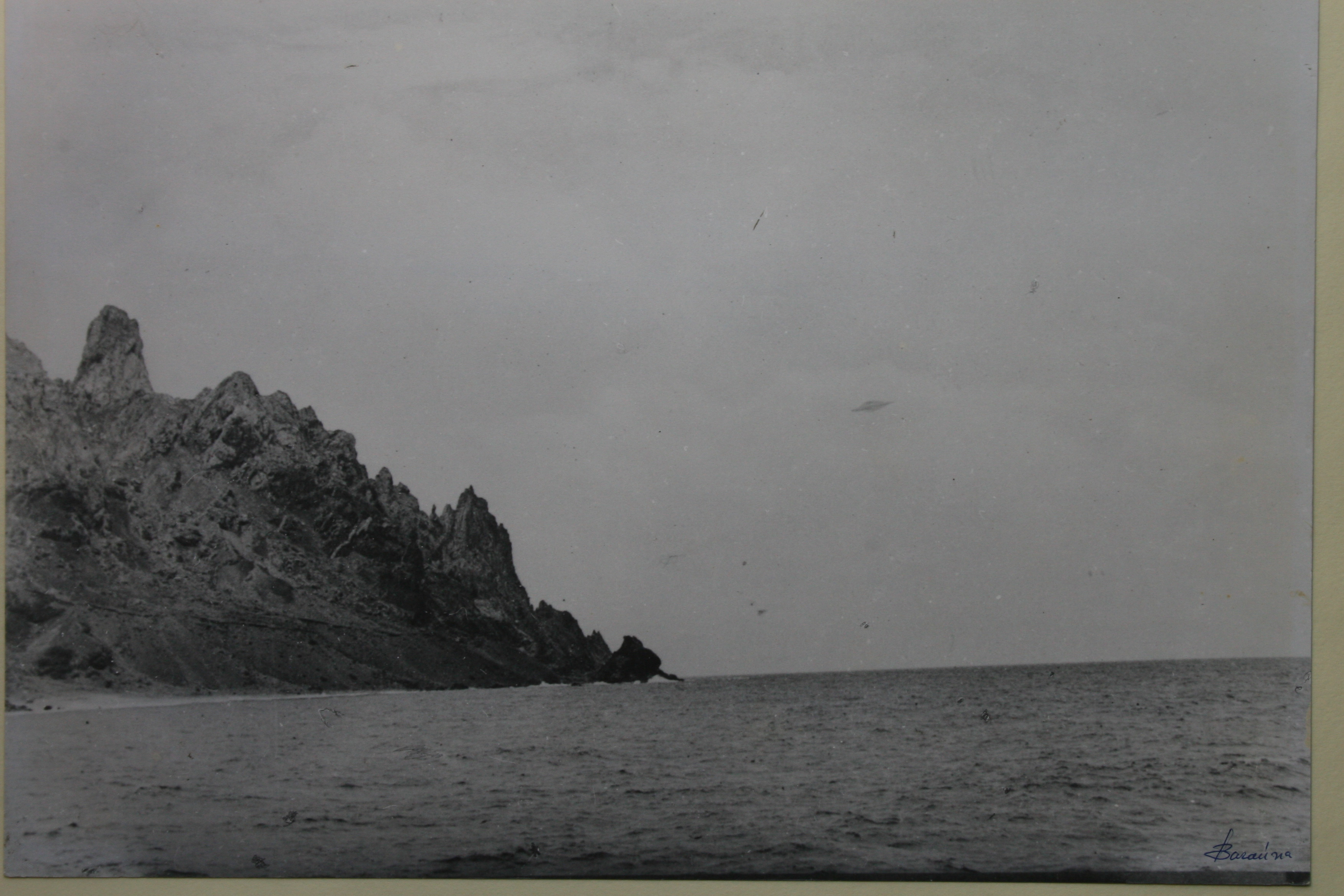
Foto del presunto UFO di Trindade scattata da Almiro Baraúna

L'avvistamento di Trindade è un avvistamento di UFO avvenuto a Trindade il 16 gennaio del 1958. È stato il primo avvistamento di UFO ad essere stato confermato da fonti ufficiali governative.

## Cronologia degli eventi
L'8 gennaio del 1958 la nave scuola Almirante Saldanha della Marina Militare brasiliana salpò da Rio de Janeiro per condurre nell'isola di Trindade un gruppo di scienziati che dovevano effettuare rilevazioni.
Quando la nave era già arrivata a destinazione, il 16 gennaio alle 12,00 un membro dell'equipaggio avvistò un UFO e richiamò l'attenzione delle altre persone che si trovavano sul ponte della nave. L'UFO era inizialmente un puntino scuro, ma avvicinandosi alla nave rivelò un aspetto a forma di disco, simile al pianeta Saturno con i suoi anelli.
Un ufficiale esortò il fotografo Almiro Barauna, che era aggregato alla spedizione scientifica, a fotografare l'oggetto; Barauna corse a prendere la macchina fotografica e scattò sei fotografie. L'avvistamento durò meno di 40 secondi. Quando l'UFO sparì, il capitano della nave chiese a Barauna se poteva sviluppare subito la pellicola; il fotografo lo fece con mezzi di fortuna, assistito da alcuni ufficiali che presenziarono allo sviluppo. L'esame dei negativi rivelò che l'UFO era stato ripreso solo nelle prime tre fotografie. Il capitano chiese a Barauna di non mostrare le foto a nessuno senza l'autorizzazione della Marina Militare. Barauna acconsentì, ma tenne con sé i negativi, cosa che in seguito fece nascere dei sospetti.
La nave ripartì e il 21 gennaio tornò a Rio de Janeiro. Due giorni dopo il ritorno, un ufficiale si recò da Barauna e gli chiese i negativi per conto della Marina. Barauna li consegnò e gli furono restituiti dopo un paio di giorni, con i ringraziamenti della Marina. Alcuni giornali brasiliani raccontarono l'accaduto; il Ministero della Marina, pur confermando l'avvistamento, dichiarò di non essere in grado di precisare la natura dell'oggetto. Il 25 febbraio lo stesso Ministero rilasciò una dichiarazione, in cui affermava che le foto dell'UFO erano da considerarsi autentiche.

## Indagini successive
Nel 1963 il professor Donald Menzel ha messo in dubbio l'autenticità delle foto, dal momento che Barauna era un noto esperto in trucchi fotografici. Menzel disse che secondo le sue informazioni le persone che avevano assistito all'avvistamento oltre al fotografo erano due o tre e non 100 come avevano riportato fonti giornalistiche come il giornale O Diario de Sao Paulo. Per spiegare l'avvistamento, Menzel ha avanzato l'ipotesi di un miraggio.
Nel 1999, il ricercatore Martin J. Powell ha analizzato le fotografie di Barauna ed ha scoperto che nelle prime due foto la forma dell'UFO ricorda quella di un aereo dell'epoca, visto frontalmente e ripreso con un'immagine molto sfocata; inoltre ha rilevato che non c'è corrispondenza tra le nubi fotografate nella seconda e nella terza foto. Alle affermazioni di Powell è stato ribattuto che l'aereo potrebbe spiegare le prime due foto ma non la terza, in cui l'UFO ha una forma completamente diversa; le differenze tra le nubi della seconda e della terza foto si spiegherebbero con macchie nella terza foto.
Nel 2009 due scettici brasiliani, Kentaro Mori e Rodrigo Visoni, sono riusciti a rintracciare e intervistare uno dei membri dell'equipaggio della nave. Mentre Barauna ha dichiarato in un'intervista che i testimoni dell'avvistamento sono stati 48, secondo la testimonianza del marinaio l'UFO non fu visto da più di 15 persone. Secondo Mori e Visoni, l'avvistamento si potrebbe spiegare come un caso di isteria collettiva. Nel 2010 Emilia Bittencourt, una parente di Barauna (deceduto nel 2000) ha rivelato che il fotografo aveva confessato durante una riunione di famiglia che le foto erano un falso. Per mostrare come aveva fatto, Barauna prese due piatti, li mise uno sull'altro e li fotografò davanti alla porta del frigorifero con la giusta illuminazione.